# Platylomalus alluaudi
Platylomalus alluaudi är en skalbaggsart som först beskrevs av Schmidt 1893.  Platylomalus alluaudi ingår i släktet Platylomalus och familjen stumpbaggar. Inga underarter finns listade i Catalogue of Life.